# Sorrell and Son
Sorrell and Son (Brasil: Lágrimas de Homem / Portugal: O Capitão Sorrell) é um filme britânico de 1927, mudo, do gênero drama, dirigido por Herbert Brenon  e estrelado por H. B. Warner e Anna Q. Nilsson.

## Produção

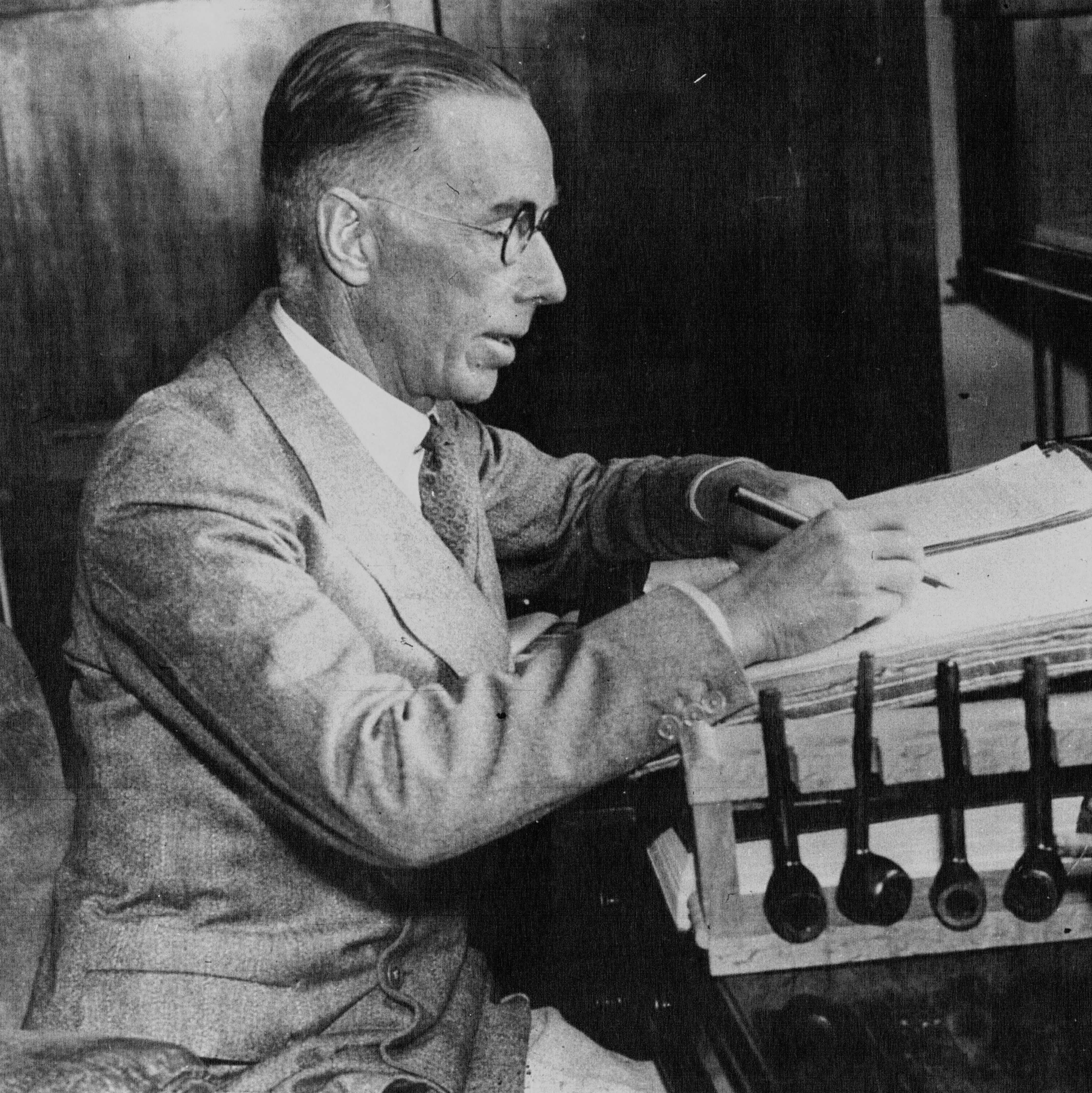
Prolífico, Warwick Deeping escreveu 62 obras, entre romances e livros de contos, de 1903 a 1950, quando faleceu. Seu trabalho mais famoso é Sorrell and Son.

O grande chamativo de Sorrell and Son é o controverso tema da eutanasia, um tabu que tem perdurado ao longo dos anos.
O roteiro é baseado no best-seller homônimo do escritor britânico Warwick Deeping, publicado em 1925.
Sorrell and Son recebeu uma indicação ao Oscar -- em sua primeira edição --, para o diretor Herbert Brenon.
A história foi refilmada em 1933, com o mesmo título e com H. B. Warner vivendo novamente o personagem principal. Em 1984, a televisão inglesa produziu uma minissérie em seis episódios, baseada no mesmo livro.

## Sinopse
Herói da Primeira Guerra Mundial, Stephen Sorrell retorna para casa e descobre que sua esposa vai deixá-lo por outro homem. Para conseguir criar Kit, o filho pequeno, ele se torna porteiro de um hotel e com isso propicia a Kit tornar-se competente cirurgião. Mais tarde, Stephen adquire um câncer e Kit tem de tomar uma difícil decisão.

## Premiações
| Patrocinador                                  | Prêmio | Categoria      | Situação |
| --------------------------------------------- | ------ | -------------- | -------- |
| Academia de Artes e Ciências Cinematográficas | Oscar  | Melhor Diretor | Indicado |

## Elenco
| Ator/Atriz      | Personagem      |
| --------------- | --------------- |
| H. B. Warner    | Stephen Sorrell |
| Anna Q. Nilsson | Dora Sorrell    |
| Mickey McBan    | Kit (criança)   |
| Carmel Myers    | Flo Palfrey     |
| Lionel Belmore  | John Palfrey    |
| Nils Asther     | Kit (adulto)    |
| Norman Trevor   | Thomas Roland   |
| Louis Wolheim   | Buck            |
| Paul McAllister | Doutor Orange   |